# Morti nel 1463
| Questa pagina contiene informazioni ricavate automaticamente dalle voci biografiche con l'ausilio del template Bio e di un bot. L'aggiornamento è periodico e automatico e ricostruisce completamente la pagina. Se manca una persona in questa lista, sei pregato di non aggiungerla, ma accertati piuttosto che la sua voce biografica contenga il template Bio e che i dati anagrafici siano correttamente compilati. Se il template Bio manca, inseriscilo tu stesso o, in alternativa, metti l'avviso {{tmp\|Bio}} che ne segnala la mancanza. Se i dati riportati sono sbagliati, correggi direttamente la voce biografica; le modifiche saranno visibili in questa lista entro pochi giorni. Per chiarimenti vedi il progetto biografie. La lista contiene solo le 41 persone che sono citate nell'enciclopedia e per le quali è stato implementato correttamente il template Bio. Pagina aggiornata al 26 giu 2025. |

- 9 gennaio - William Neville, I conte di Kent, nobile e militare inglese (n. 1405)
- 6 febbraio - Ottone II di Brunswick-Göttingen, nobile tedesco
- 14 febbraio - Dietrich II von Moers, nobile tedesco (n. 1385)
- 9 marzo - Caterina da Bologna, religiosa italiana (n. 1413)
- 24 marzo - Prospero Colonna, cardinale italiano
- 27 aprile - Antonio Cubello, nobile italiano (n. 1396)
- 27 aprile - Isidoro di Kiev, cardinale bizantino
- 1º maggio - Antonio Astesano, scrittore e poeta italiano (n. 1412)
- 4 giugno - Flavio Biondo, storico e umanista italiano (n. 1392)
- 5 giugno - Stefano Tomašević, sovrano bosniaco
- 17 giugno - Caterina d'Aviz, principessa portoghese (n. 1436)
- 5 luglio - Jean Bureau, militare francese
- 12 luglio - Andrea di Graben, nobile e militare austriaco
- 16 luglio - Bernardo III di Sassonia-Lauenburg, nobile
- 25 luglio - Tommaso Cantacuzeno, nobile e generale bizantino
- 20 agosto - Alessandro Oliva, cardinale e arcivescovo cattolico italiano (n. 1407)
- 1º ottobre - Sante Bentivoglio, nobile (n. 1424)
- 6 ottobre - Federico di Altmark, nobile (n. 1424)
- 22 ottobre - James Berkeley, I barone Berkeley, nobile britannico (n. 1394)
- 30 ottobre - Maria di Borgogna, principessa francese (n. 1393)
- 1º novembre - Alessio V di Trebisonda, imperatore bizantino (n. 1454)
- 1º novembre - Davide II di Trebisonda, imperatore bizantino (n. 1408)
- 1º novembre - Giovanni di Cosimo de' Medici, banchiere italiano (n. 1421)
- 4 novembre - Bertoldo d'Este, condottiero italiano (n. 1434)
- 12 novembre - Diego d'Alcalá, religioso spagnolo (n. 1400)
- 15 novembre - Giovanni Antonio Orsini del Balzo, nobile e condottiero italiano (n. 1401)
- 18 novembre - Giovanni IV di Baviera, duca tedesco (n. 1437)
- 29 novembre - Maria d'Angiò, regina francese (n. 1404)
- 1º dicembre - Maria di Gheldria, regina (n. 1434)
- 2 dicembre - Alberto VI d'Asburgo, nobile (n. 1418)
- 13 dicembre - Bartolomeo Vitelleschi, cardinale italiano
- Yusuf V di Granada, sultano
- Michele Attendolo, condottiero italiano
- Marliano Baccarini, vescovo cattolico italiano (n. 1413)
- Guiniforte Barzizza, umanista italiano (n. 1406)
- Elena Cantacuzena, imperatrice bizantina
- Francesco II Crispo, duca
- Guglielmo II Crispo, duca (n. 1390)
- Bertoldo II d'Este, condottiero italiano
- Hans Hirtz, pittore tedesco (n. 1400)
- Catone Sacco, giurista italiano (n. 1394)